# Henri Bergé (ilustrador)
Henri Bergé (Diarville, 1870 - Nancy, 1937) fue un decorador e ilustrador del Art nouveau y de la Escuela de Nancy francés.
Fue alumno de Jules Larcher en la Escuela de Bellas Artes de Nancy y terminó su formación en la Compagnie française du cristal Daum junto a Jacques Grüber, a quien reemplazó. En dicha empresa impactó su tarea como decorador en cristal y vitrales al introducir un nuevo estilo y concepto en los dibujos florales, pastorales y otros motivos inspirados en la naturaleza.
Es autor, de entre otras, de las vidrieras de la Cure d'air Trianon de Malzéville.
Como ilustrador realizó diversos trabajos como posters, carteles publicitarios, como los de la Maison d’art de Lorraine.

## Reseña biográfica

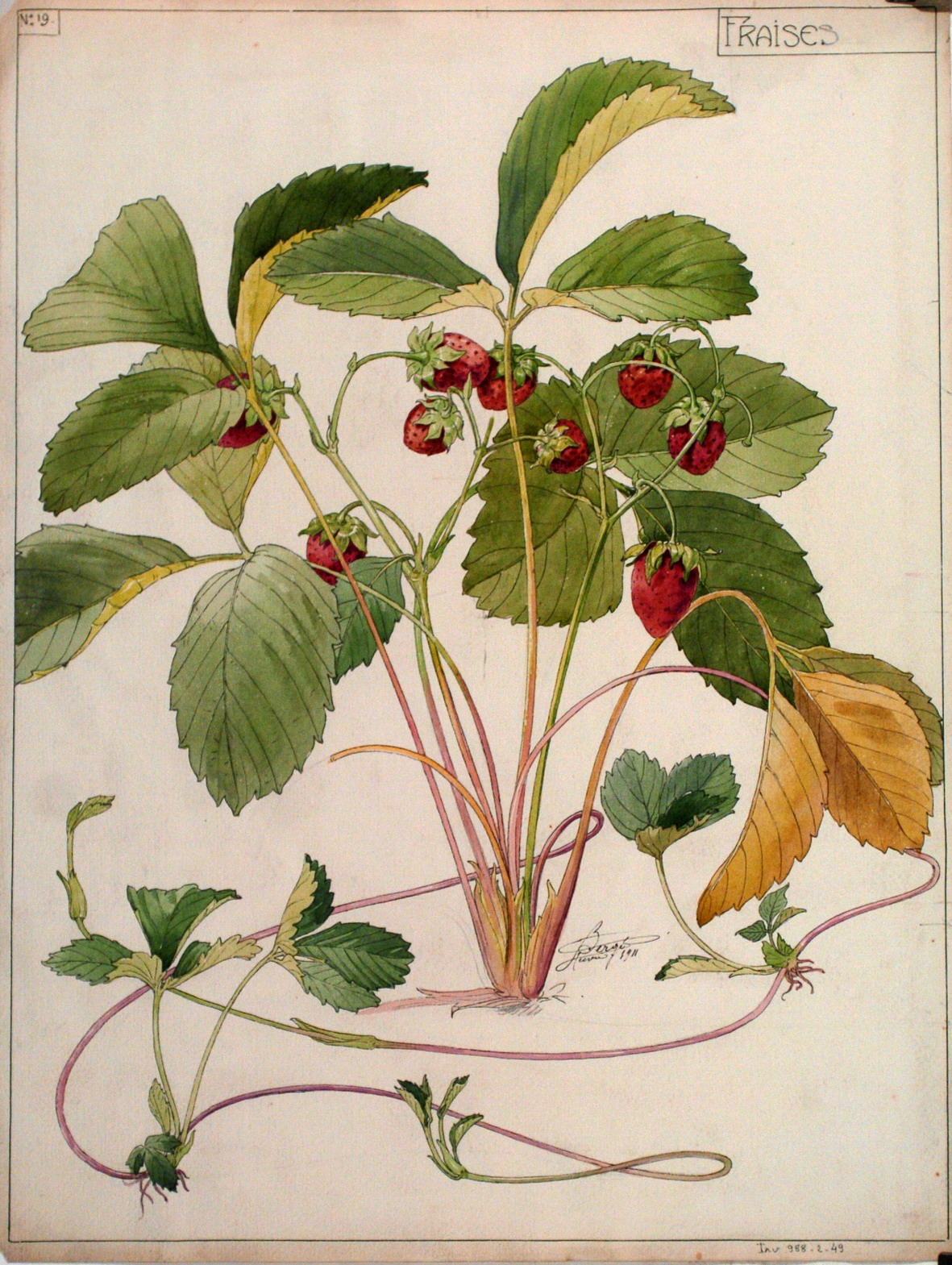
Estudio de fresas, 1911, Museo de la Escuela de Nancy, Inv. 988.2.49

Estudia bajo la tutela de Jules Larcher en la Escuela de Bellas Artes de Nancy.
Se incorpora a Daum en 1897, sustituyendo a Jacques Grüber como diseñador de producción. Crea un fondo de motivos florales y vegetales que la empresa emplea en sus producciones hasta la Primera Guerra Mundial.

### Henri Bergé y la Escuela de Nancy
Henri Bergé es miembro de la Escuela de Nancy, también llamada Alianza Provincial de las Industrias de Arte, formada por los principales actores y promotores de las artes decorativas de Lorena. Émile Gallé es su presidente, y Louis Majorelle, Antonin Daum y Eugène Vallin son sus vicepresidentes. Esta « unión de industriales del arte y artistas decorativos pretende crear en las provincias un entorno educativo y cultural que favorezca el florecimiento de las industrias artísticas, con el fin de defender y desarrollar los intereses industriales, obreros y comerciales del país». Nada más fundarse, el 13 de febrero de 1901, Henri Bergé es uno de los miembros del comité directivo, junto a otras figuras locales prominentes como Jacques Grüber, Louis Hestaux, Charles Fridrich y Victor Prouvé.
Conocido sobre todo por sus dibujos, Henri Bergé favorece el florecimiento de los valores de la École de Nancy supervisando la enseñanza en la escuela de modelado y dibujo Daum, que comienza a funcionar en 1894. A partir de 1895, Henri Bergé dirige la escuela junto a Jacques Grüber, que se había incorporado a Daum dos años antes, en 1893. Con el paso de los años, Henri Bergé finalmente asume en solitario el cargo de "Director de los cursos de aprendizaje de decoración" de la escuela Daum, sucediendo a Jacques Grüber como diseñador de producción de la manufactura.
Aunque Henri Bergé trabajó en la empresa con Antonin Daum hasta su muerte en 1937, el diseñador también impartió clases en otras instituciones. Enseñó en la Escuela de Bellas Artes de Nancy y también en la École professionnelle de l'Est de Nancy, una escuela de artes aplicadas cuyo nuevo modelo pretendía competir con las escuelas de Bellas Artes, cuya enseñanza ya no respondía a las necesidades de las artes industriales. Hacia el final de su carrera, Henri Bergé también enseñó en el Lycée Poincaré, durante la Primera Guerra Mundial.

### Henri Bergé y la cristalería Daum
Dentro de la empresa Daum, Henri Bergé desarrolló una forma única de aplicar sus diseños a las piezas. Adaptaba el dibujo sobre papel de calco a la forma y tamaño de la pieza a decorar. De este modo, creaba un modelo para los decoradores que favorecía la reproducción en serie. Durante la trayectoria de Bergé en Daum, sus dibujos servían de modelo para las piezas de la manufactura.
Su aprendizaje en Daum también le permitió difundir sus motivos. Los aprendices de Henri Bergé aprendieron a dibujar no sólo del entorno natural, sino también de sus estudios de hojas y flores. Lo mismo ocurrió en todas las demás escuelas en las que enseñó, lo que permitió la difusión de composiciones similares.
El conjunto de motivos vegetales y florales que creó durante su estancia en Daum lo recopiló en su Enciclopedia floral. Ésta sirvió de fuente de motivos para la cristalería Daum hasta la década de 1920.

## LaEnciclopedia floraly los dibujos botánicos para Daum
Durante casi treinta y cinco años, de 1895 a 1930, Henri Bergé ejerció una influencia particularmente importante en la cristalería Daum. Además de sus diversas funciones, como "diseñador de producción y creador de modelos para la cristalería Daum", realizó centenares de láminas de acuarela, más concretamente láminas botánicas. Esta obra, denominada Enciclopedia floral, constituye hoy un conjunto singular y sorprendente. Con esta creación, Henri Bergé se inscribía en la estética de la Escuela de Nancy, cuya principal fuente de inspiración era la naturaleza que le rodeaba a diario.
A finales del siglo XIX, la naturaleza era una importante fuente de inspiración en Nancy. En este contexto de observación botánica vio la luz poco a poco la Enciclopedia Floral. Inspirándose especialmente en la riqueza de Lorena, realiza principalmente láminas botánicas, pero también paisajes, insectos, pequeños animales y fondos marinos.
Las diversas acuarelas que realiza tienen en común un valor artístico, científico y pedagógico. Su primera y principal función fue servir de ayuda a la formación de los trabajadores. Aunque hoy en día la Enciclopedia Floral se estudia en su conjunto y se considera una obra de arte, ésta no era la intención original del artista. De hecho, uno de sus principales objetivos era proporcionar a los aprendices láminas de carácter funcional.
Las fotografías del archivo de la familia Daum, conservadas en el Museo de Bellas Artes de Nancy, muestran cómo se utilizaban estas planchas botánicas en los talleres. Numeradas y nombradas, se almacenaban en estanterías diseñadas a tal efecto.
Los aprendices copiaban y aprendían de memoria, dominando el gesto a la perfección para que el dibujo pareciera casi industrial una vez aplicada la decoración a la cristalería.
La mayoría de las acuarelas se realizan sobre papel numerado, mientras que otras se pegan a madera o se insertan en ventanas de cartón con calco protector, y se nombran y numeran. Esta numeración permite crear una cronología de las láminas. Se creó así un verdadero repertorio de motivos. Algunas de las láminas se utilizaban para el aprendizaje en la escuela de dibujo, otras servían de documentación en los talleres de vidrieros, decoradores y cinceladores y, por último, algunos de los estudios servían de base para nuevos diseños.
Las láminas botánicas no presentan ninguna geometrización, estilización o interpretación particular. Sin embargo, no reproducía la planta exactamente como la veía. La plancha se compone de varias vistas de la planta o la flor. A veces se muestra la flor entera, con un detalle, un fruto, una semilla o una raíz al lado. En algunas láminas (como la nº 92, producida en 1898), puede verse el ciclo de desarrollo de una planta.
En la actualidad, se conservan cerca de 380 acuarelas en las colecciones públicas de Nancy, en el Museo de la Escuela de Nancy, en el Museo de Bellas Artes de Nancy y en colecciones privadas como la de la Cristalería Daum.
Solamente en el Museo de la Escuela de Nancy, se conserva un conjunto de 85 dibujos de Henri Bergé. Esta colección, procedente del taller de Henri Bergé, fue donada al museo por la sociedad Pont-à-Mousson SA en 1988.

Ejemplos de láminas botánicas en acuarela que forman la Enciclopedia floral
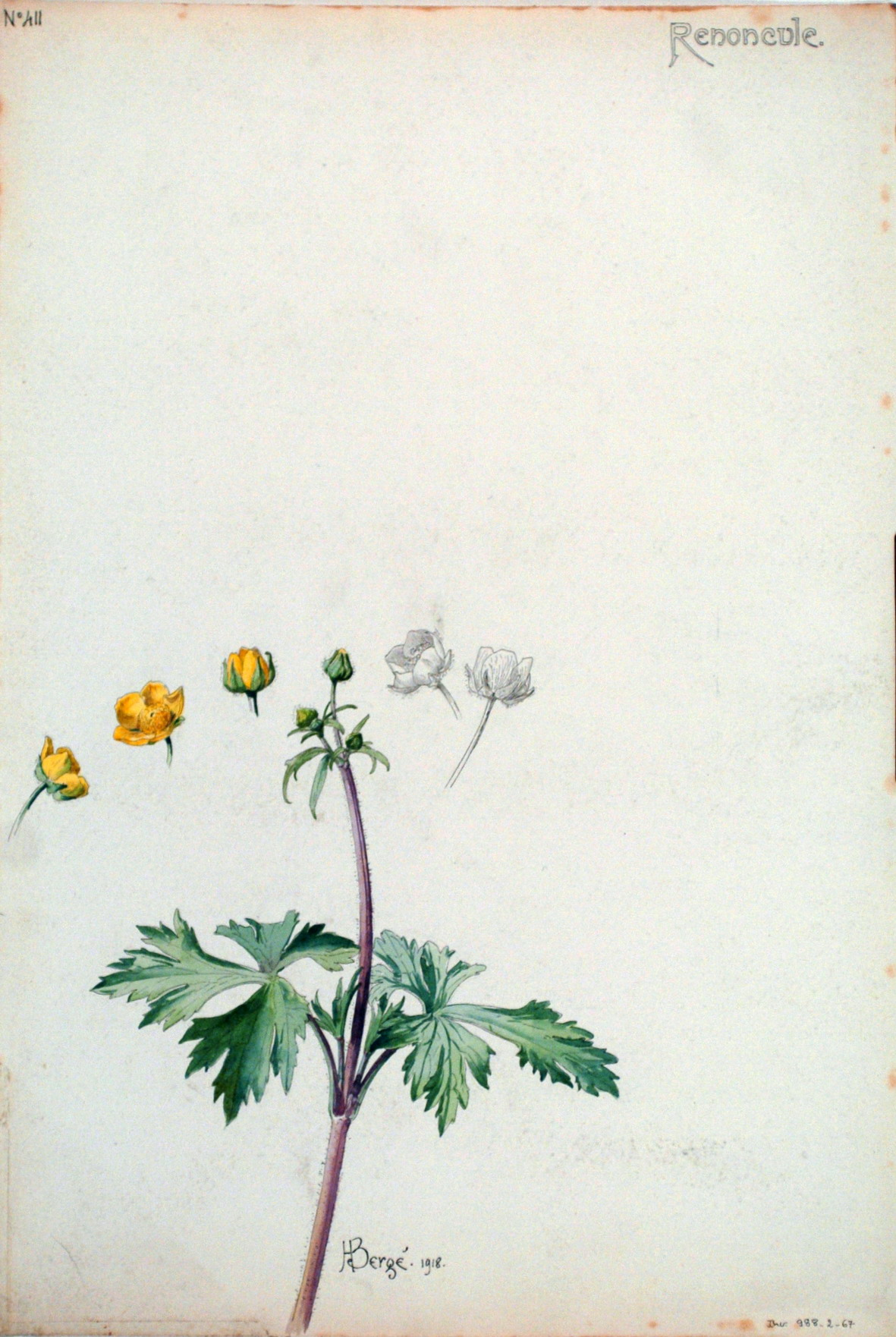
Estudio de ranúnculo, Henri Bergé, Museo de la Escuela de Nancy.
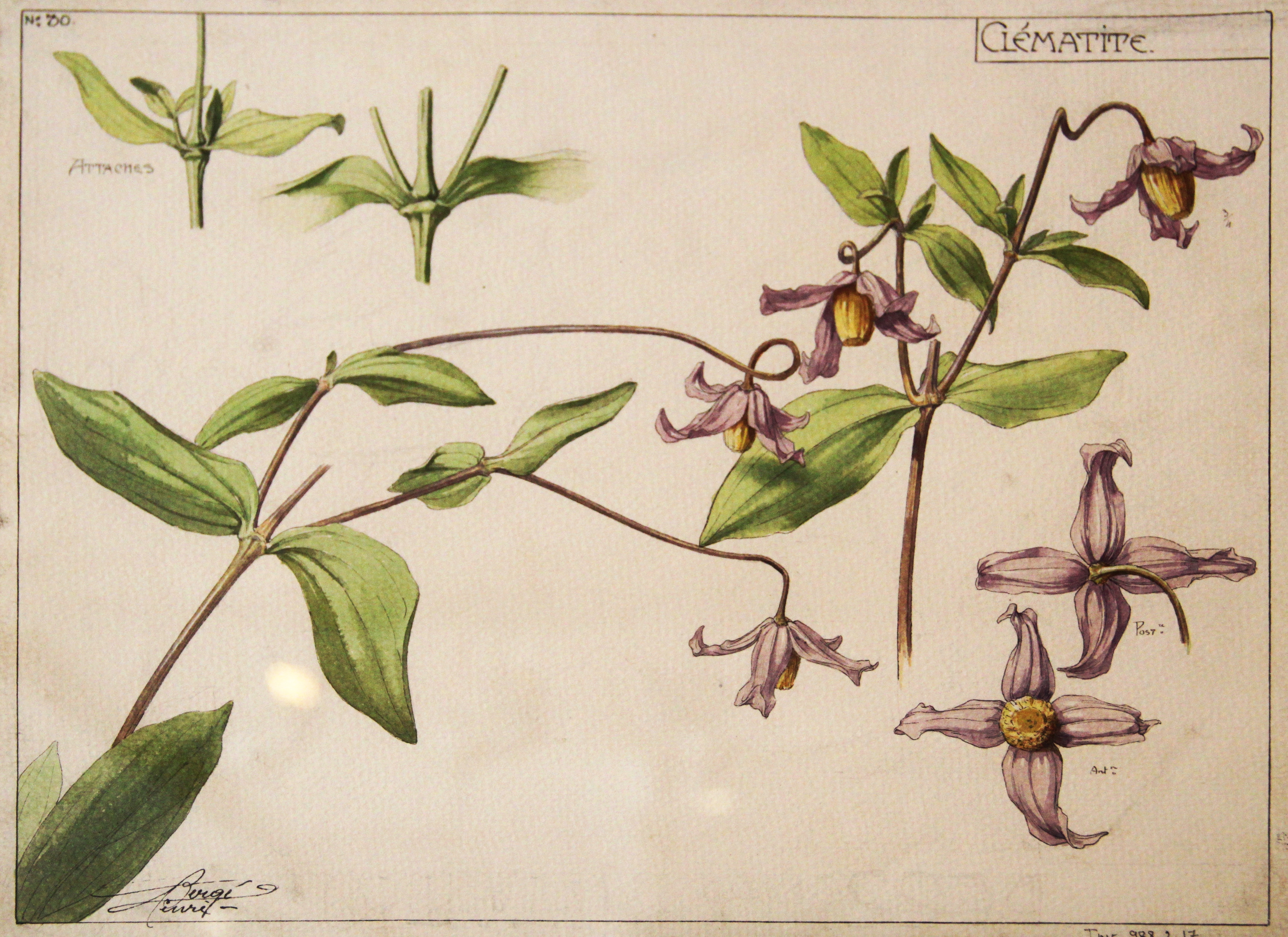
Estudio de clemátide (n°30), Henri Bergé, Museo de la Escuela de Nancy.
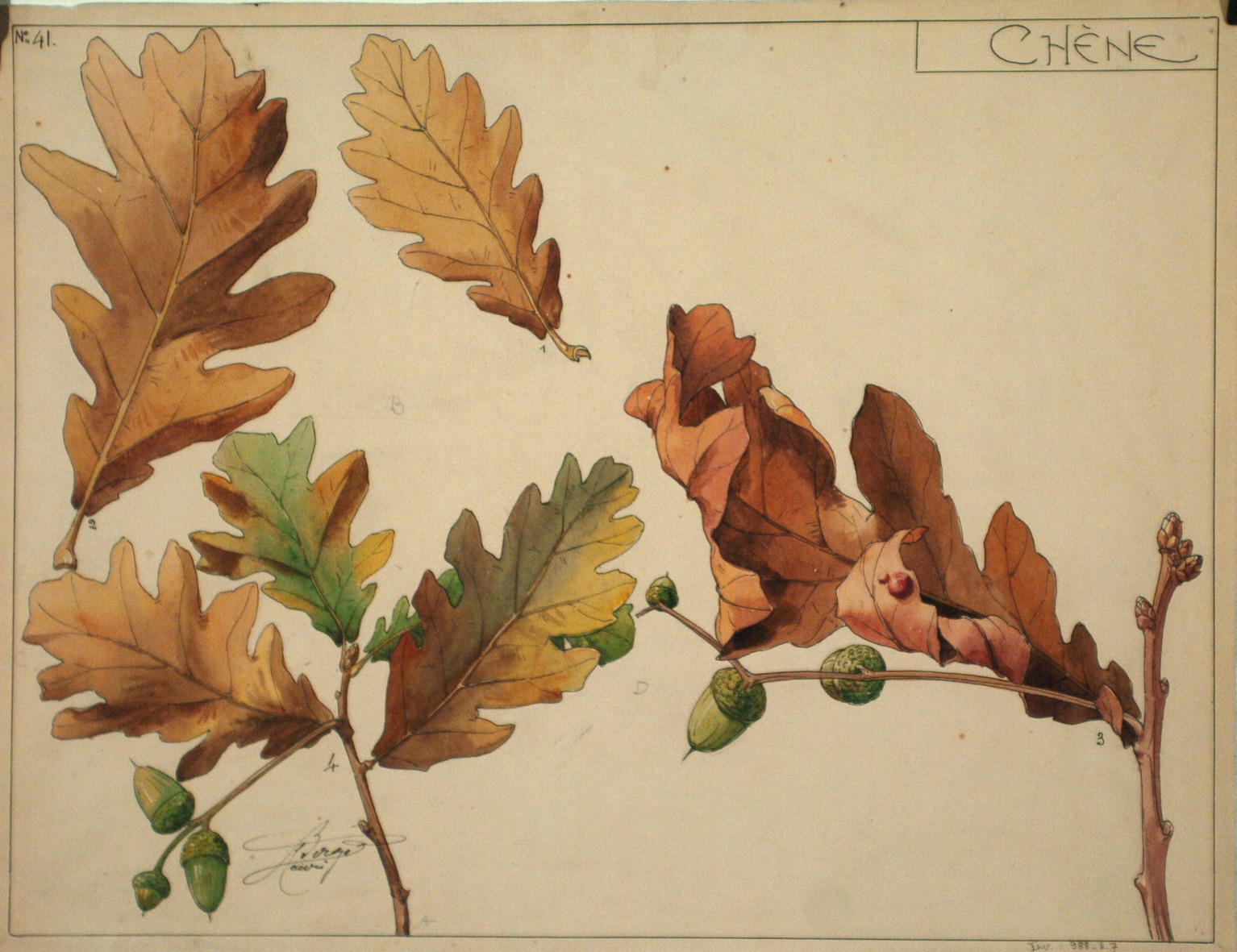
Estudio de roble (n°41), Henri Bergé, Museo de la Escuela de Nancy.
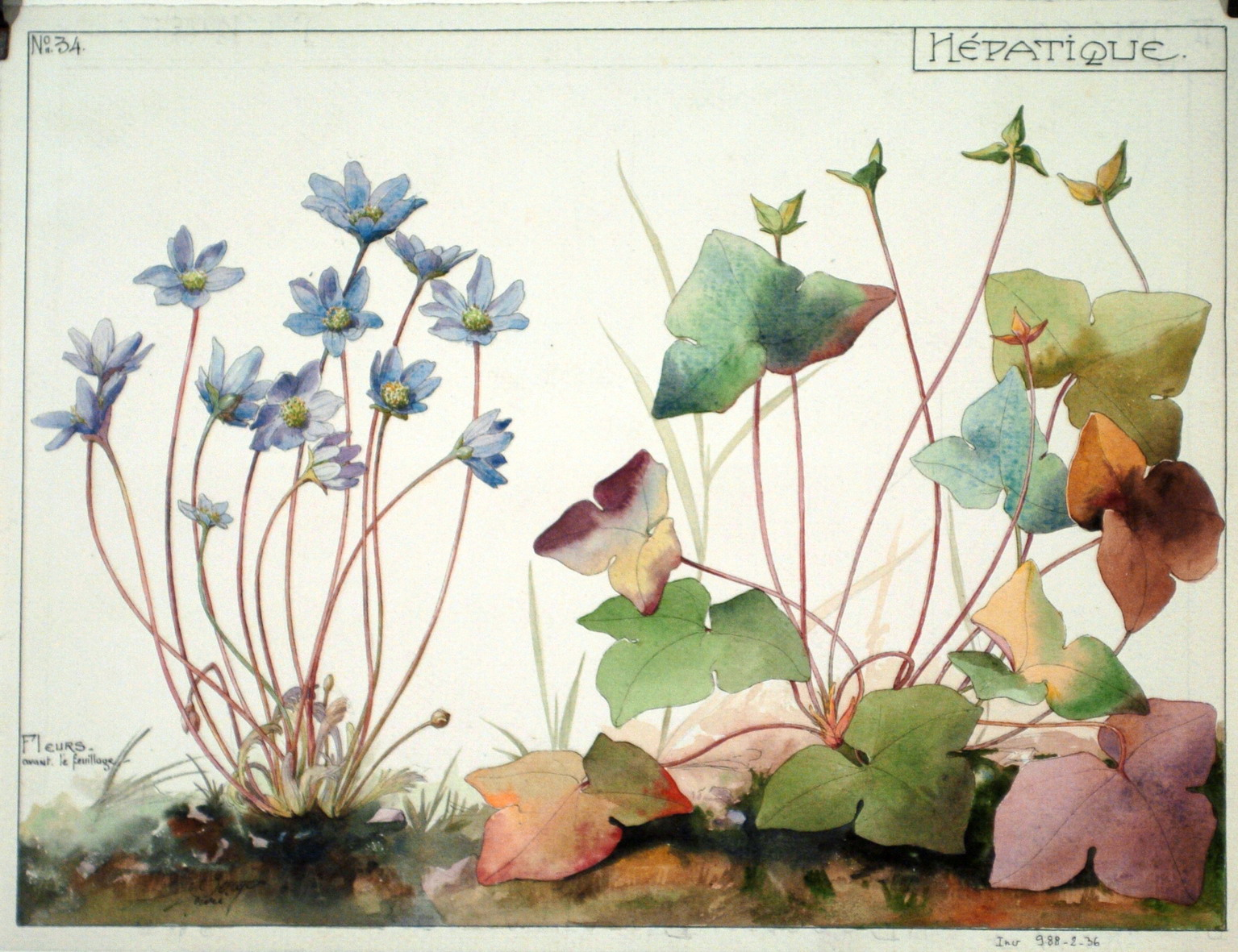
Estudio de hepatica (n°34), Henri Bergé, Museo de la Escuela de Nancy.
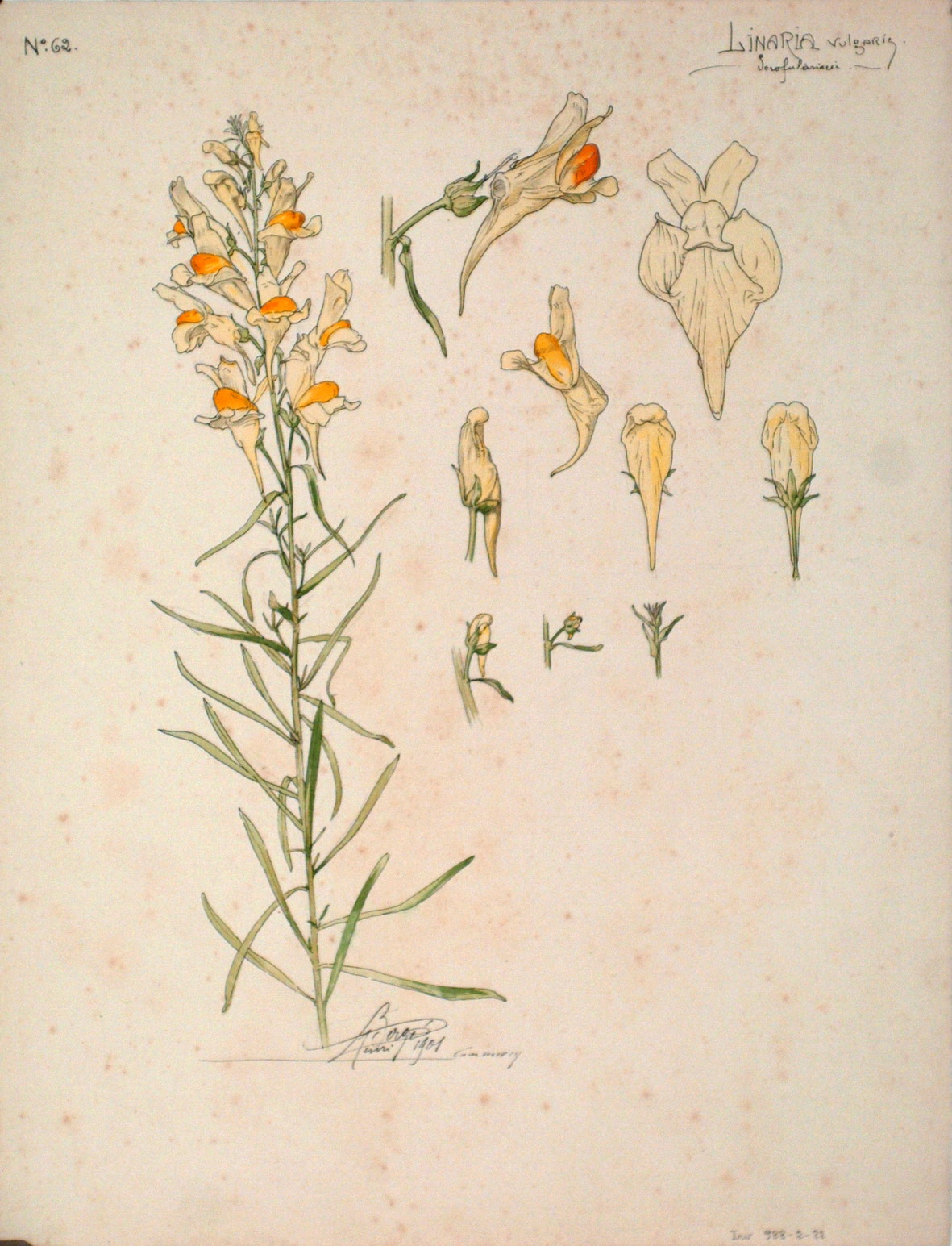
Estudio de Linaria vulgaris (n°62), Henri Bergé, Museo de la Escuela de Nancy.
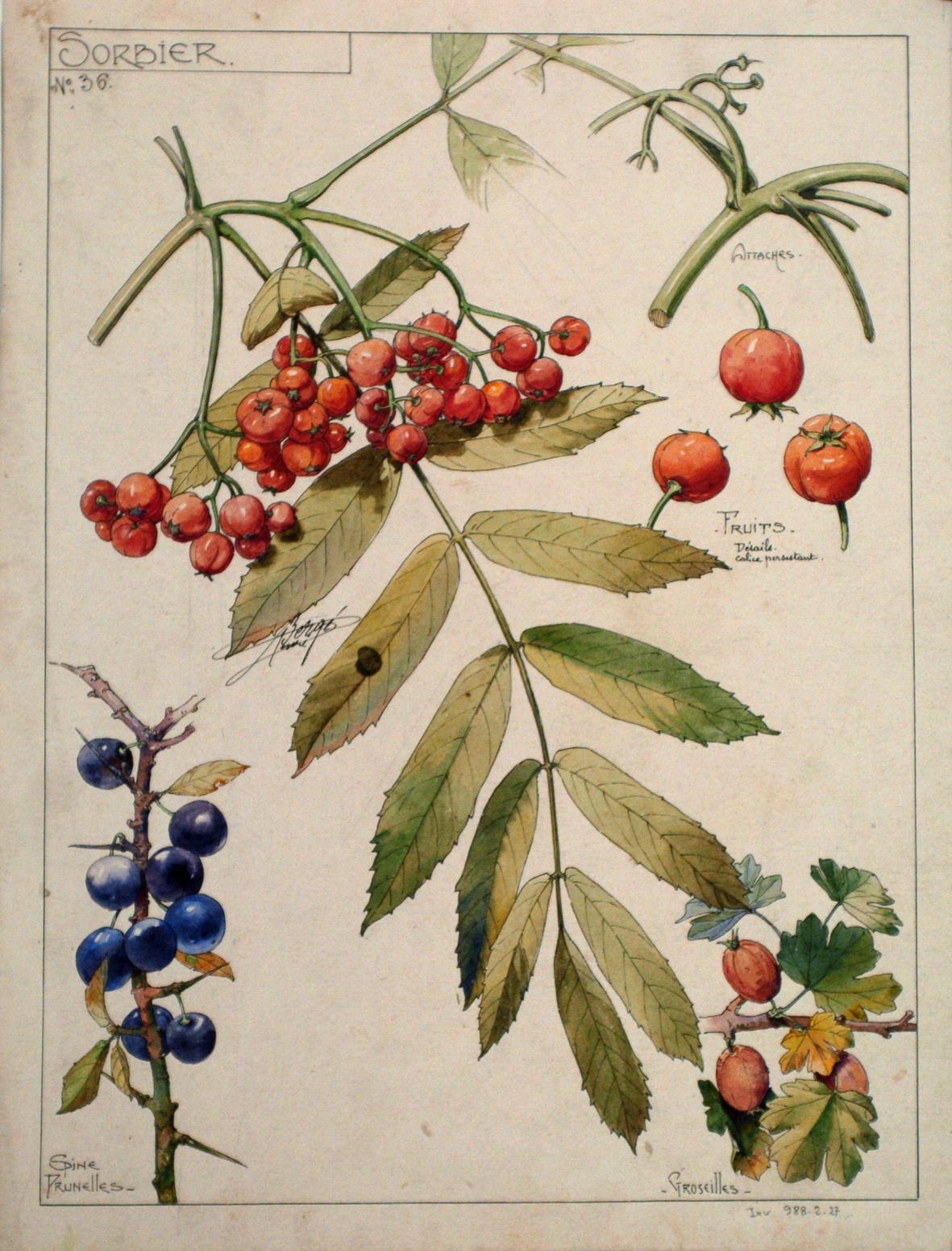
Estudio de serbal (n°36), Henri Bergé, Museo de la Escuela de Nancy.
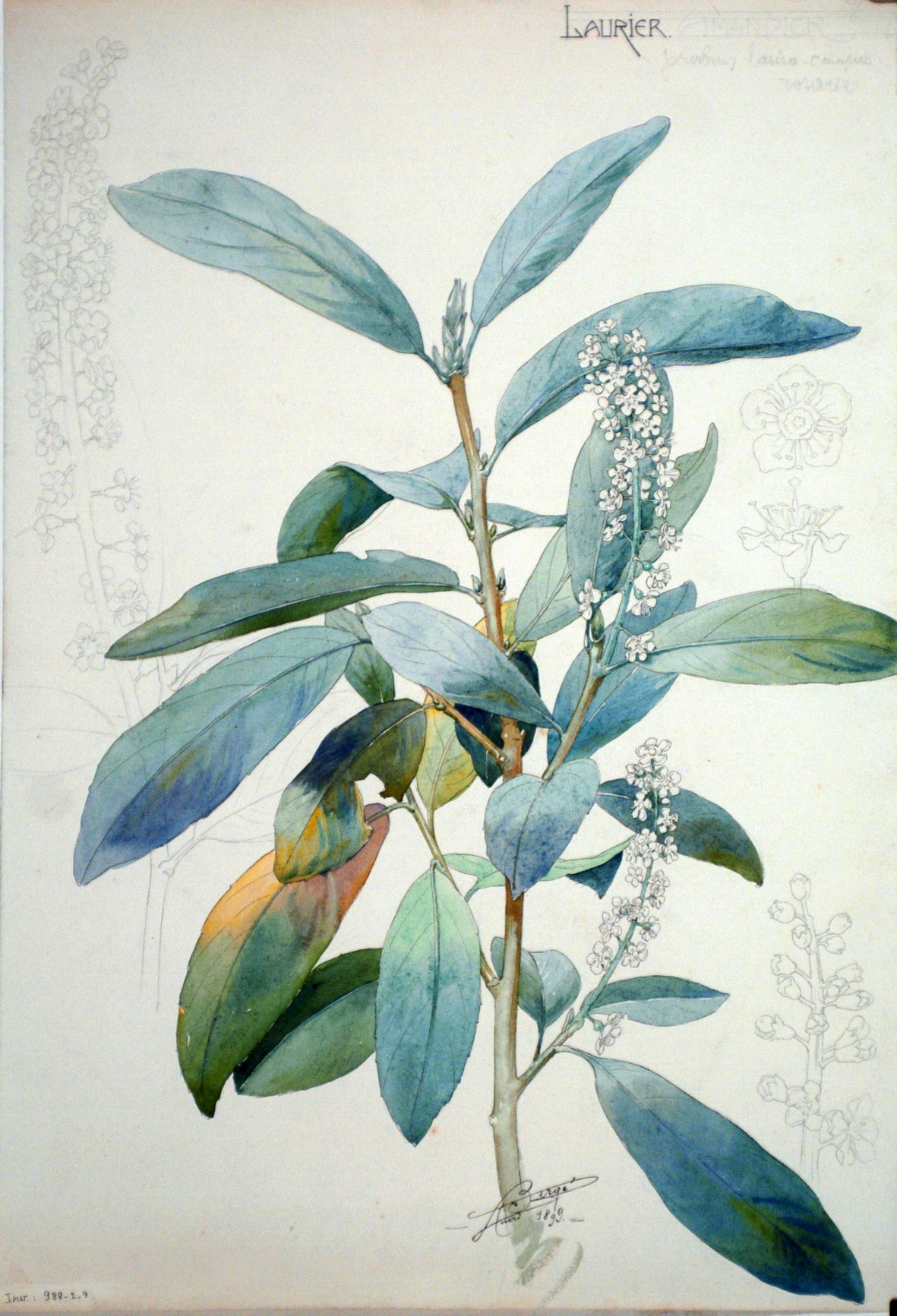
Estudio de laurel cerezo, Henri Bergé, Museo de la Escuela de Nancy.

## Algunos ejemplos de su obra

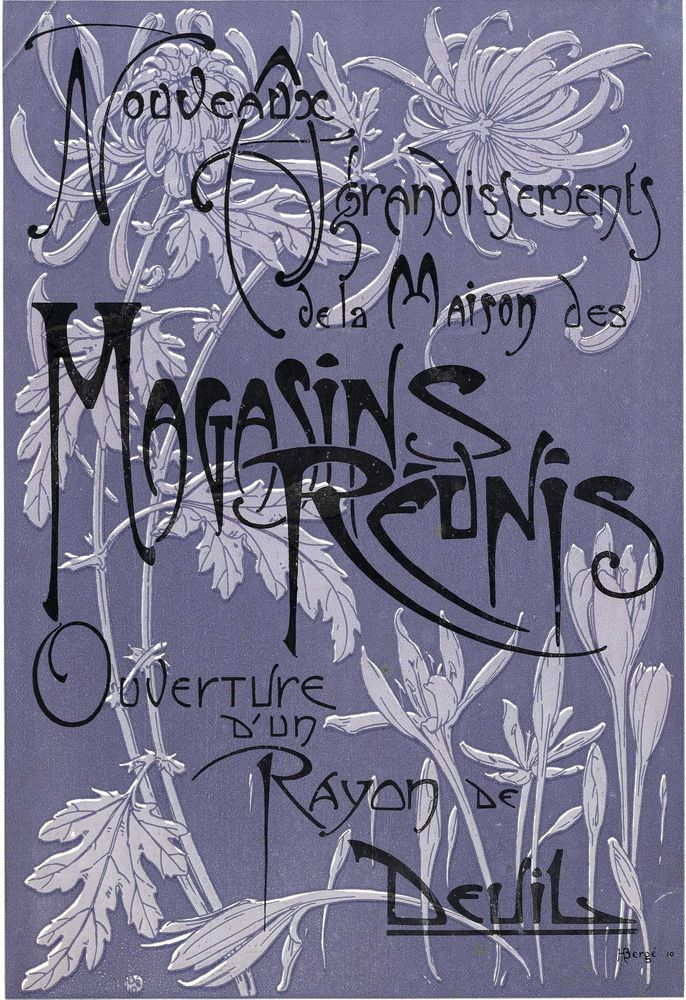
Publicidad para la apertura de un departamento de luto en los Magasins réunis de Nancy, realizada por Henri Bergé.

Realiza varios anuncios (entre ellos uno para la Maison d'art de Lorraine), impresos por Albert Bergeret en Nancy y después por la empresa Arts Graphiques Modernes.
Crea también varios anuncios para la Maison des Magasins réunis de Nancy.
También diseñó las vidrieras del Cure d'air Trianon de Malzéville cerca de Nancy. Fue en Daum donde conoció a Almaric Walter, a quien suministró varios modelos para las pastas de vidrio producidas por este último.

### Colaboración con Amalric Walter
Henri Bergé colaboró con Amalric Walter, que utilizó su repertorio naturalista para decorar su pasta de vidrio. De hecho, la producción de Amalric Walter, inspirada en gran medida en el trabajo de Bergé en Daum, se caracteriza por piezas modernistas protagonizadas por la flora y la fauna.
Esta colaboración fue tan notable que en 1925, en la Exposición Internacional de Artes Decorativas e Industriales Modernas de París, Henri Bergé recibió una medalla de oro por su trabajo con Amalric Walter.

Obras de su colaboración con Almaric Walter
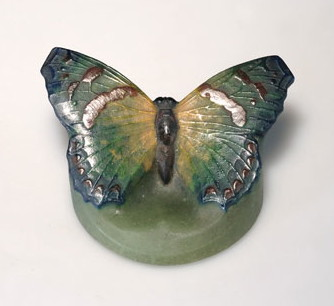
Pisapapeles mariposa.
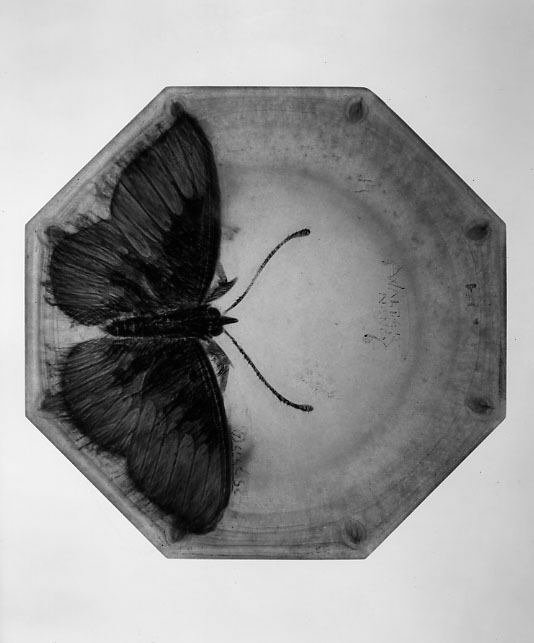
Plato, MET, entre 1919 –1925.